# Сіппар
Сіппар (шум. Zimbir) — давнє шумерське місто, розташоване на східному березі річки Євфрат, на місці сучасного Тель-абу-Хаббах (Tell Abu Habbah) в Іраку, на відстані 60 км на північ від Вавилона й у 30 км на південний схід від Багдада.

## Історія
Не зважаючи на те, що тисячі клинописних текстів були знайдені в Сіппарі, але відносно мало відомо про історію цього міста. Оскільки воно жило відносно окремим життям в Месопотамії, бо було частиною кількох міст, відокремлених річкою.
Наразі знахідки кераміки вказують, що місце розташування Сіппару було заселено ще з найдавніших часів, причому істотне заселення відбувалося ще в ранньому періоді 3-го тисячоліття до н. е. у старовавилонський період 2-го тисячоліття до н. е., і нововавилонський час 1-го тисячоліття до н. е.. Менші рівні заселення продовжувалися в часі Ахаменідів, Селевкідів і Парфянського царства. Сіпар був місцем розташування культу сонячного бога (шумерського Уту, акадського Шамаш) і місцем його храму Ель-Баббара.
Було запропоновано вважати Сіппар біблейським містом Сефарваїм, згаданому у Старому Завіті

### Правителі Сіппару
У Списку царів Шумеру цар Сіппар, Енмендурана внесений до списку, як один із ранніх (допотопних) заздалегідь династичних правителів регіону. У його 29-му році царювання згадується про будівництво міських стін Сіппара.
У роки Хаммурапі, царя Вавилону, повідомляється про закладку фундаментів міської стіни Сіппару, на 23-му році його царювання, і також згадується, що він працював на стінах міста знову в його 43-му році правління. Його наступник у Вавилоні, Самсу-ілуна будував також стін Сіппара, в його 1-му році царювання. Міські стіни, будуваи зазвичай з невипаленої цегли, що вимагали багато уваги. У записах Навуходоносор II і Набонід вказано, що вони відновили храм E-babbara бога Шамаша .

### Походження назви міста
Xisuthros, «Халдейський Ной», в шумерській міфології, говорить, що в Сіппарі заховали письмена допотопного світу, тому вважається, що назва Сіппар походить зі слова sipru, що значить «писання».
Пліній Старший ('Природнича історія' 6.30.123) згадує секту, або школу халдеїв, що належала до 'Hippareni', тому часто вважається, що ця назва школи (секти) пов'язана з містом Сіппар (особливо, тому що інший дві згадані ним школи (секти), ймовірно також, названо на честь міст: 'Orcheni' — Урук, і 'Borsippeni' — Борсіппа), але цю думку загально ще не прийнято.

## Археологія

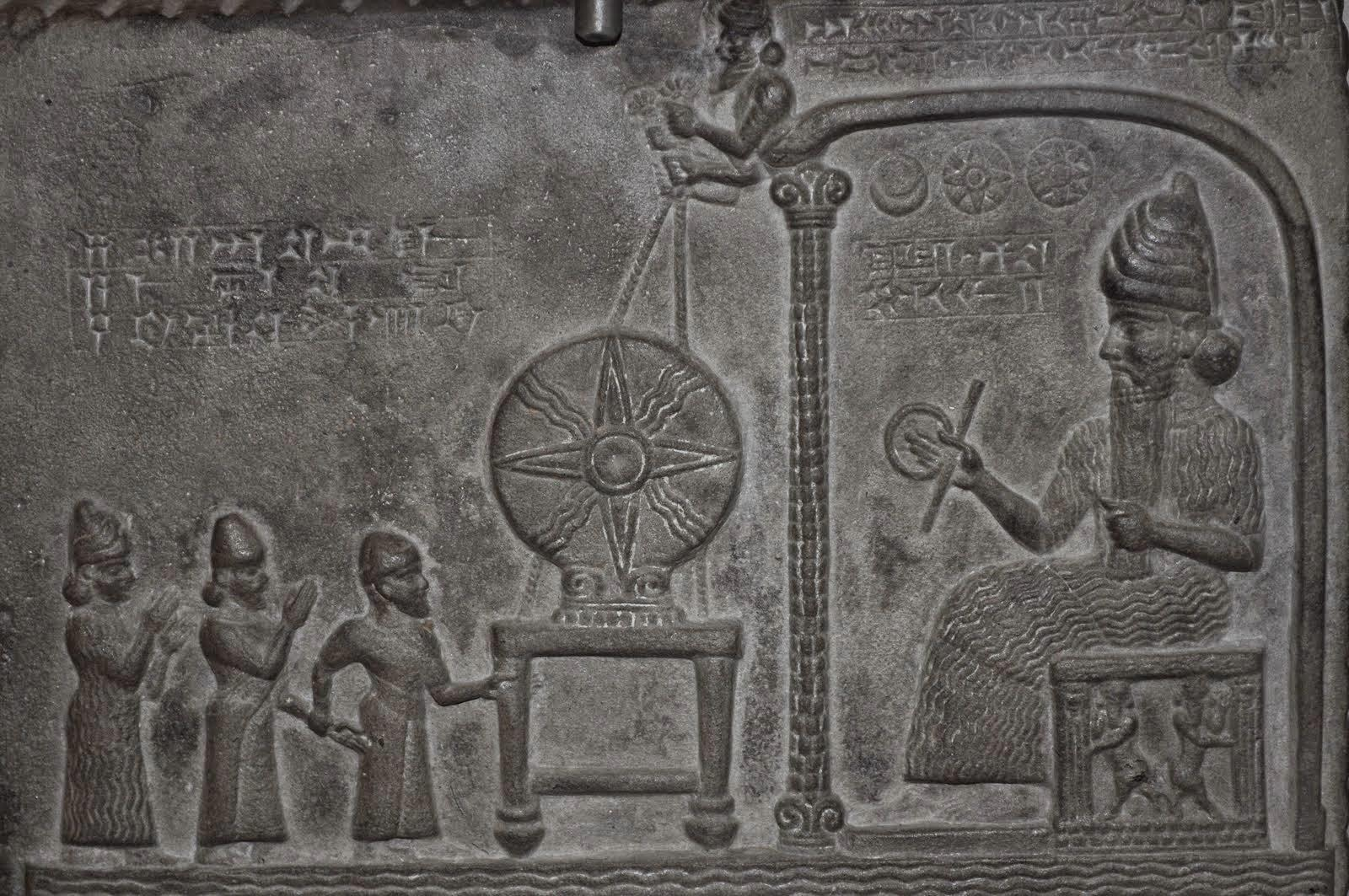
Cкульптурна сцена поклоніння Богу Сонця з храму Сіппару. 860—850 до н. е. Лувр

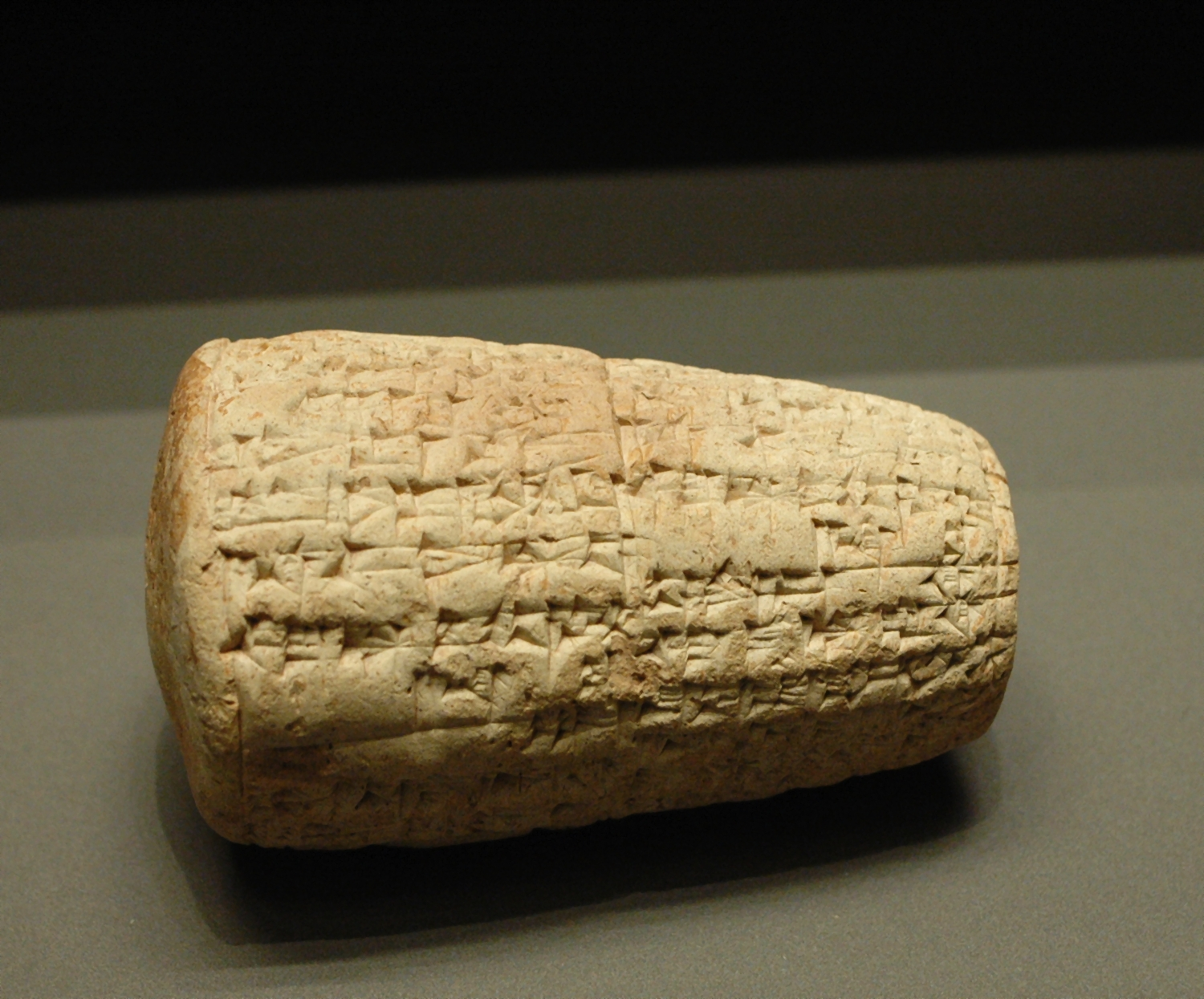
Конус Хаммурапі з Сіппару, глина, Лувр

Сіппар був знайдений під пагорбом Абу-Хабба (Abu Habba), на площі понад 1 квадратний кілометр, під час розкопок Россама, між 1880 і 1881 роками, для Британського Музею, в експедиція, котра тривала 18 місяців. Було знайдено десятки тисяч клинописних табличок, у тому числі клинописи в храмі Шамаш/Уту. Більшість табличок була нововавилонського періоду. храм був згаданий ще в 18-му році Самсу-ілуна, царя Вавилону, який повідомив про відновлення «Еббабар, храм Шамаша, в Сіппарі», поряд із місцем зикурату. Таблички з клинописом, які зберігаються в Британському музеї, вивчаються ще й сьогодні., Оскільки були часто випадки, за ранні дні археології, записи розкопки не були зроблені, особливо про те де знаходяться місця конкретних знахідок. Це робить важким для розмови який з табличок були знайдені в Sippar-Amnanum, а які знайдені в Сіппарі. До того багато клинописів з Сіппару були куплені на ринку протягом цього часу і поставлені на зберігання в місцях подібно Британського Музею і Університету Пенсільванії. І ще зважаючи, що Багдад є відносно близько до Сіппару, тому це місто було популярною мета для нелегальних розкопок., 1894 року, Сіппар був коротко досліджений близько Вінсент Джина Scheil., який знахідки повернув, переважно старовавилонського періоду, до Стамбульського музею. За сучасні часи, міста було досліджено бельгійською експедицією у 1972–1973 роках. Іракські археологи з Колегії Мистецтв від університету Багдада (Walid Al-Jadir з Farouk Al-Rawi), виконали розкопки Абу-Хаббах (Abu Habbah) з 1977 року, протягом 24 сезонів. Після 2000, до них приєднався Німецький археологічний інститут.